# Il volo di Volodja
Il volo di Volodja è un album tributo che raccoglie brani del cantautore russo Vladimir Vysockij, tradotti, riarrangiati ed eseguiti da un gruppo di artisti italiani che hanno partecipato al Premio Tenco in occasione dell'edizione del 1993, dedicata all'autore moscovita.

## Realizzazione
Il disco nasce dall'opera di Sergio Secondiano Sacchi, uno dei componenti storici del Club Tenco ed esperto italiano del cantautore russo. Quasi tutti i brani sono il frutto di un lungo lavoro di adattamento sulle traduzioni, testi pubblicati in un libro edito sempre sotto l'egida del Club Tenco un anno prima della produzione del disco (successivamente le due opere verranno riunite per la vendita), a cui è poi seguito il lavoro di arrangiamento svolto in comune dagli artisti. Uniche eccezioni sono il secondo brano, omaggio originale scritto ed interpretato da Roberto Vecchioni, e la traccia numero 12, creazione originale dello stesso Sacchi. La traccia finale è invece una registrazione originale dell'autore russo, risalente al 1977. I brani sono stati registrati in vari studi (Esagono di Rubiera, Highland di Milano, Metropolis di Milano, Mulinetti di Recco), successivamente mixati e riuniti nel disco.
La copertina è opera dell'artista grafico Giuliano Ghelli, che aveva offerto la sua collaborazione anche in occasione della presentazione del libro di Sacchi.
Gran parte delle canzoni sono state eseguite dagli artisti presenti nel disco nell'ambito dell'edizione 1993 della consueta Rassegna della canzone d'autore, dedicata al cantautore moscovita scomparso nel 1980, prima e fino ad ora unica occasione di attribuzione postuma del premio.

## Tracce
1. Eugenio Finardi – Dal fronte non è più tornato – 4:24 (Vysockij - Sacchi)
2. Roberto Vecchioni – Vladimir – 4:33 (Vecchioni)
3. Luciano Ligabue – Variazioni su temi zigani – 5:49 (Vysockij - Sacchi)
4. Vinicio Capossela – Il pugile sentimentale – 2:02 (Vysockij - Sacchi)
5. Marina Vlady – Ho portato la mia pena – 3:41 (Vysockij - Sacchi)
6. Cristiano De André – Il bagno alla bianca – 6:47 (Vysockij - Sacchi)
7. Paolo Rossi – Ginnastica – 2:37 (Vysockij - Sacchi)
8. Juan Carlos "Flaco" Biondini – Humo – 4:31 (Vysockij - Biondini)
9. Francesco Guccini – Il volo interrotto – 4:21 (Vysockij - Sacchi)
10. Milva – Cavalli bradi – 5:55 (Vysockij - Sacchi)
11. Giorgio Conte – De profundis – 3:29 (testo: Sacchi – musica: Conte) – Liberamente tratto da "Il defunto" di Vladimir Vysockij
12. Andrea Mingardi – Il volo di volodja – 4:00 (Sacchi)
13. Angelo Branduardi – L'ultimo poema – 2:45 (Vysockij - Sacchi - Branduardi)
14. Marina Vlady & Eugenio Finardi – Il canto della terra – 3:38 (Vysockij - Sacchi)
15. Vladimir Vysockij – Ochota na Volkov – 3:18 (Vysockij) – Versione originale

## Formazione
- Ellade Bandini
- Tiziano Barbieri
- Juan Carlos "Flaco" Biondini
- Angelo Branduardi
- Dario Caglioni
- Lucio Caliendo
- Pietro Cantarelli
- Vinicio Capossela
- Giorgio Cavalli
- Bruno Cesseli
- Giorgio Conte
- Gianni Coscia
- Monica Cracchi Bianchi
- Joe Damiani
- Cristiano De André
- Lucio Fabbri
- Fabio Ferraboschi
- Stefano Ferrari
- Eugenio Finardi
- Celeste Frigo
- Luciano Gabellotto
- Giuliano Ghelli
- Francesco Guccini
- Claudio Guidetti
- Enrico Lazzarini
- Ligabue
- Paolo Lovat
- Milva
- Andrea Mingardi
- Roberto Molteni
- Claudio Morselli
- Luca Orioli
- Claude Pavy
- Saverio Porciello
- Robert Prudon
- Paolo Rossi
- Sergio Secondiano Sacchi
- Gianni Salvatori
- Antonio Silva
- Lucia Tarì
- Ares Tavolazzi
- Maurizio Tirelli
- Huber Tissier
- Gianluigi Trovesi
- Roberto Vecchioni
- Toni Verona
- Giulio Visibelli
- Marina Vlady